# 류자오밍
류자오밍(劉兆銘, 유조명, 1931년 10월 13일 ~ )은 중화인민공화국 홍콩 특별행정구의 무용극배우, 연극배우, 영화배우, 텔레비전 연기자이다.

## 생애
영국령 홍콩에서 출생하여 지난날 한때 중화민국 광둥성 허산에서 잠시 유아기를 보낸 적이 있는 그는 1955년 프랑스에서 무용극배우로 첫 데뷔한 뒤 프랑스와 영국에서 연극배우 활동한 뒤 귀국하여 홍콩에서 연극배우로 20여년간 활동하다가 1979년 쉬커(徐克) 감독의 《접변(蝶變)》으로 영화배우 데뷔하여 영화배우로도 활동하다가 1981년부터 텔레비전 드라마에도 출연하기 시작하였다.